# Morris Raphael Cohen
Morris Raphael Cohen (Minsk, 25 luglio 1880 – 28 gennaio 1947) è stato un filosofo e insegnante statunitense, che ha unito pragmatismo, naturalismo razionalistico con la logica positivista.

## Vita
Nacque a Minsk, in Bielorussia, ma emigrò con tutta la sua famiglia negli Stati Uniti all'età di dodici anni.

Studiò al City College di New York (CCNY) ed all'Università di Harvard dove fu allievo di Josiah Royce, William James e Hugo Münsterberg. Nel 1906 coronò il suo impegno scolastico, ottenendo la laurea.
Insegnò filosofia al CCNY dal 1912 al 1938, e diritto all'Università di Chicago dal 1938 al 1941 e al New School for Social Research.
Si distinse per una vasta conoscenza enciclopedica, e per la sua abilità a criticare e a smontare i sistemi filosofici.
La libreria del CCNY è stata dedicata a lui.

## Pensiero
Le sue opere esercitarono una forte influenza sul pensiero americano.
La tematica pregnante del percorso filosofico di Cohen fu certamente la perorazione dell'applicazione della ragione in ogni campo della conoscenza e dell'attività umana.
Per questo motivo, nella sua opere principale Ragione e natura (1931) cercò di evidenziare l'inadeguatezza dell'immaginazione, dell'esperienza, dell'intuizione, proponendo invece analisi svolte con il metodo scientifico.
Il suo modello appoggiò l'unione fra ragione e natura, l'utilizzo della metafisica per estendere l'applicabilità del metodo stesso.
Cohen non negò l'ambito irrazionale anche se non accettò l'ipotesi di un'anima diversa dal corpo, al quale concesse una posizione in quello che chiamò il principio di polarità e assunse un atteggiamento neutro di fronte al finalismo.
Nel saggio Studi filosofici e scientifici (1949), propose uno dei suoi concetti più interessanti, ovverosia l'autocorreggibilità della scienza, collegandosi sia al fallibilismo di Charles Sanders Peirce sia alle teorie popperiane della falsificabilità.

## Opere principali
- Reason and Nature (Ragione e natura) (1931, rev. 1953), il suo più importante lavoro filosofico.
- Law and the Social Order (Il diritto e l'ordine sociale) (1933).
- An Introduction to Logic and the Scientific Method, con Ernest Nagel, (Introduzione alla logica e al metodo scientifico) (1934).
- The Faith of a Liberal (La fede di un liberale)(1945).
- A Preface to Logic (Prefazione alla logica) (1945).
- The Meaning of Human History (Il significato della storia umana)(1947).

Pubblicati postumi:
- Studies in Philosophy and Science (Studi filosofici e scientifici) (1949).
- A Dreamer's Journey (Il viaggio di un sognatore) sua autobiografia (1949).
- Reason and Law (Ragione e diritto) (1950).
- American Thought, a Critical Sketch (Il pensiero americano, uno sguardo critico) (1954).